# Alice in Wonderland (1999)
Alice in Wonderland is een Brits-Amerikaanse televisiefilm uit 1999 en geregisseerd door Nick Willing, het verhaal is gebaseerd op het boek Alice's Adventures in Wonderland en Alice Through the Looking Glass van Lewis Carroll.
De film won vier Emmy Awards in de categorieën kostuumontwerp, make-up, muziekcompositie en visuele effecten.

## Rolverdeling
| Acteur              | Personage           |
| ------------------- | ------------------- |
| Tina Majorino       | Alice               |
| Robbie Coltrane     | Tweedledum          |
| Whoopi Goldberg     | The Cheshire Cat    |
| Ben Kingsley        | Catepillar          |
| Christopher Lloyd   | The white knight    |
| Pete Postlethwaite  | Carpenter           |
| Miranda Richardson  | The Queen of Hearts |
| Martin Short        | Mad Hatter          |
| Peter Ustinov       | Walrus              |
| George Wendt        | Tweedledee          |
| Gene Wilder         | Turtle              |
| Ken Dodd            | Mouse               |
| Simon Russell Beale | The King of Hearts  |